# Вінсент Воллер
Вінсент Воллер (англ. Vincent Waller) — американський аніматор, режисер, сценарист, розкадровник. Працював над багатьма анімаційними фільмами та мультсеріалами, найбільш відомі з яких є «Губка Боб Квадратні Штани» та «Шоу Рена та Стімпі».

## Кар'єра

### Шоу Рена і Стімпі
У студії «Spümcø» Воллер працював у «Шоу Рена і Сіимпі» режисером, сценаристом та розкадровником. Він був режисером двох популярних епізодів «Rubber Nipple Salesmen» і «Big Baby Scam».

### Губка Боб Квадратні Штани
У 1999 році Вінсент Воллер приєднався до складу оригінальної знімальної групи мультсеріалу «Губка Боб Квадратні Штани», став сценаристом і розкадровником. Однак після завершення першого сезону Воллер покинув проєкт, на час перестав бути режисером. У четвертому сезоні він повернувся до проєкту, де був креативним режисером мультсеріалу, замінив Дерека Драймона. Як креативний режисер Вінсент брав участь у всіх зустрічах знімальної групи, починаючи з ідеї, і закінчуючи розкадруванням.
У 2015 році Вінсент разом з Марком Чеккареллі були підвищені до шоуранерів та головних продюсерів, замінив Пола Тиббіта; посада креативного режисера була ліквідована, бо з'явилося два шоуранери. Наприкінці 2018 року обійняли посаду виконавчих продюсерів, бо помер Стівен Гілленбург.
Також Воллер був творчим керівником фільму «Губка Боб: Життя на суші».

## Фільмографія

### Телебачення
| Роки                 | Назва                                    | Примітки |
| -------------------- | ---------------------------------------- | --- |
| 1988-1990            | Справжні мисливці на привидів            | Розкадровник |
| 1990                 | Нові діти на районі                      | Розкадровник |
| 1990                 | Gravedale High                           | Розкадровник |
| 1990                 | Напад томатів-маніяків                   | Розкадровник |
| 1990-1991            | Команда рятівників Капітана Планети      | Розкадровник |
| 1991-1995            | Шоу Рена і Стімпі                        | Розкадровник, сценарист, дизайнер персонажів |
| 1993                 | Adventures of Sonic the Hedgehog         | Розкадровник |
| 1993                 | Двоє тупих псів                          | Режисер |
| 1994                 | The Baby Huey Show                       | Розкадровник, сценарист |
| 1994                 | Тік-герой                                | Розкадровник |
| 1995                 | What-a-Mess                              | Розкадровник |
| 1995                 | Черв'як Джим                             | Розкадровник |
| 1996-1997            | Дакмен                                   | Розкадровник |
| 1997                 | Казкові історії исторії для усіх дітей   | Аніматор |
| 1998                 | Корова та Півень                         | Розкадровник |
| 1998                 | Я — горностай                            | Розкадровник |
| 1998                 | О, так! Мультики!                        | Сценарист, режисер |
| 2000; 2005 — наш час | Губка Боб Квадратні Штани                | Сценарист, розкадровник (2000; 2005; 2011—2012) Автор пісень (2000; 2007) Креативний режисер (2005—2015) Шоуранер (2015 — наш час) Головний продюсер (2015—2018) Виконавчий продюсер (2018 — наш час) Головний режисер (2020) |
| 2001                 | Облонги                                  | Режисер |
| 2001-2002            | Гарві Бердмен, адвокат                   | Артдиректор, дизайнер персонажів, розкадровник |
| 2003                 | Рен і Стімпі: «Мультфильми для дорослих» | Розкадровник, сценарист |
| 2004                 | Жахливі пригоди Біллі та Менді           | Розкадровник, сценарист |
| 2004                 | Evil Con Carne                           | Розкадровник, сценарист |
| 2005                 | The X's                                  | Розкадровник |
| 2021                 | Kamp Koral                               | Творець, шоуранер, виконавчий продюсер |

### Фільми
| Рік  | Назва                    | Примітки         |
| ---- | ------------------------ | ---------------- |
| 2015 | Губка Боб: Життя на суші | Творчий керівник |

### Актор
| Рік       | Назва                                    | Роль             | Примітки                |
| --------- | ---------------------------------------- | ---------------- | ----------------------- |
| 2003      | Рен і Стімпі: «Мультфільми для дорослих» | Розкажчик        | Озвучка                 |
| 2007—2018 | Губка Боб Квадратні Штани                | Додаткові ролі   | Озвучка                 |
| 2009      | Уся правда про Губку Боба                | Грає самого себе | Документальний ТВ-Фільм |